# Sklené nad Oslavou (nádraží)
Sklené nad Oslavou je železniční stanice ve stejnojmenné obci v okrese Žďár nad Sázavou na dvoukolejné elektrizované trati Brno – Havlíčkův Brod. Nádraží bylo spolu s tratí otevřeno 5. prosince 1953.

## Provozní informace
Tato stanice má čtyři nástupištní hrany u dvou zastřešených ostrovních nástupišť přístupných výhradně podchodem. Na nádraží je čekárna, veřejné WC, ale není zde možnost zakoupení si jízdenky. Odjezdové tabule jsou jak v čekárně, v podchodu, tak i nahoře na nástupištích. Celá stanice je kompletně bezbariérová včetně nástupišť. Provozuje ji Správa železnic.

## Doprava
Zastavují zde pouze osobní vlaky jezdící na trase Kolín – Havlíčkův Brod – Žďár nad Sázavou.